# Heather McAdam
Heather McAdam (Denver (Colorado), 24 januari 1968) is een Amerikaanse actrice.

## Biografie
McAdam is opgegroeid in Los Angeles en New York, op vijftienjarige leeftijd heeft ze voor een jaar met haar familie in Dublin (Ierland) gewoond. Op achtjarige leeftijd is zij begonnen met acteren in een tv-commercial voor KFC. 
McAdam begon in 1979 met acteren voor tv in de televisieserie Salvage 1. Hierna heeft ze nog meerdere rollen gespeeld in televisieseries en films, ze is vooral bekend met haar rol als Catherine 'Cat' Margolis in de televisieserie Sisters (1991-1996).
McAdam werd in 1983 genomineerd voor een prijs voor de Young Artist Award in de categorie Beste Jonge Actrice in een TV-Serie met de televisieserie CBS Afternoon Playhouse.
McAdam kocht haar eerste huis toen ze achttien was in een klein dorp in Loire Frankrijk. De laatste jaren woont ze daar permanent omdat ze dit altijd haar tweede huis heeft gevonden.

## Filmografie

### Films
- 1993 Ambush in Waco: In the Line of Duty – als Michelle
- 1992 Perry Mason: The Case of the Heartbroken Bride – als Kaitlynn Parrish
- 1992 Lady Against the Odds – als Janet Storrs
- 1983 Starflight: The Plane That Couldn't Land – als Laurie Hansen
- 1981 Freedom – als Jessie
- 1980 Off the Minnesota Strip – als Danielle Johansen

### Televisieseries
Uitgezonderd eenmalige gastrollen.
- 1991 – 1996 Sisters – als Catherine Margolis – 90 afl.
- 1988 The Murder of Mary Phagan – als ?? – 2 afl.
- 1987 Rage to Riches – als Nina Foley – 2 afl.
- 1983 The Facts of Life – als Alexandra Lamberti – 3 afl.
- 1981 Walking Tall -  als Dwana Pusser – 7 afl.
- 1979 Salvage 1 – als Michelle Ryan – 5 afl.